# Ostrzenie

Kursy jachtu względem wiatru wraz z zaznaczonymi kierunkami ostrzenia dla obydwu halsów

Ostrzenie – termin w żeglarstwie określający zmianę kursu na ostrzejszy, tzn. na taki, w którym kąt pomiędzy diametralną jachtu a kierunkiem, z którego wieje wiatr, jest mniejszy. Ostrzenie zazwyczaj odbywa się poprzez wychylenie płetwy sterowej w odpowiednim kierunku.

## Przykład
Jacht znajduje się w półwietrze lewego halsu. Aby wyostrzyć do bajdewindu, sternik wychyla płetwę sterową w lewo powodując skręcanie jachtu.
Wychylenie steru w tę samą stronę na przeciwnym halsie powodować będzie odpadanie.

## Ostrzenie a praca żagli
Każda zmiana kursu względem wiatru musi być połączona ze zmianą kąta trymu ożaglowania. Podczas ostrzenia zmienia się kąt natarcia żagli i w rezultacie wpadają one w łopot. Dlatego podczas ostrzenia należy wybierać szoty, aby zachowany był optymalny kąt natarcia, a co za tym idzie, optymalnie wykorzystana siła wiatru.

## Ostrzenie a wiatr pozorny
Wraz z ostrzeniem zmienia się kierunek wiatru własnego. W rezultacie zmienia się również siła oraz kierunek wiatru pozornego. Dla kursów ostrych wiatr pozorny jest silniejszy i wieje ostrzej niż wiatr rzeczywisty, natomiast dla kursów pełnych jest słabszy i pełniejszy.